# تعديل الحقوق المتساوية

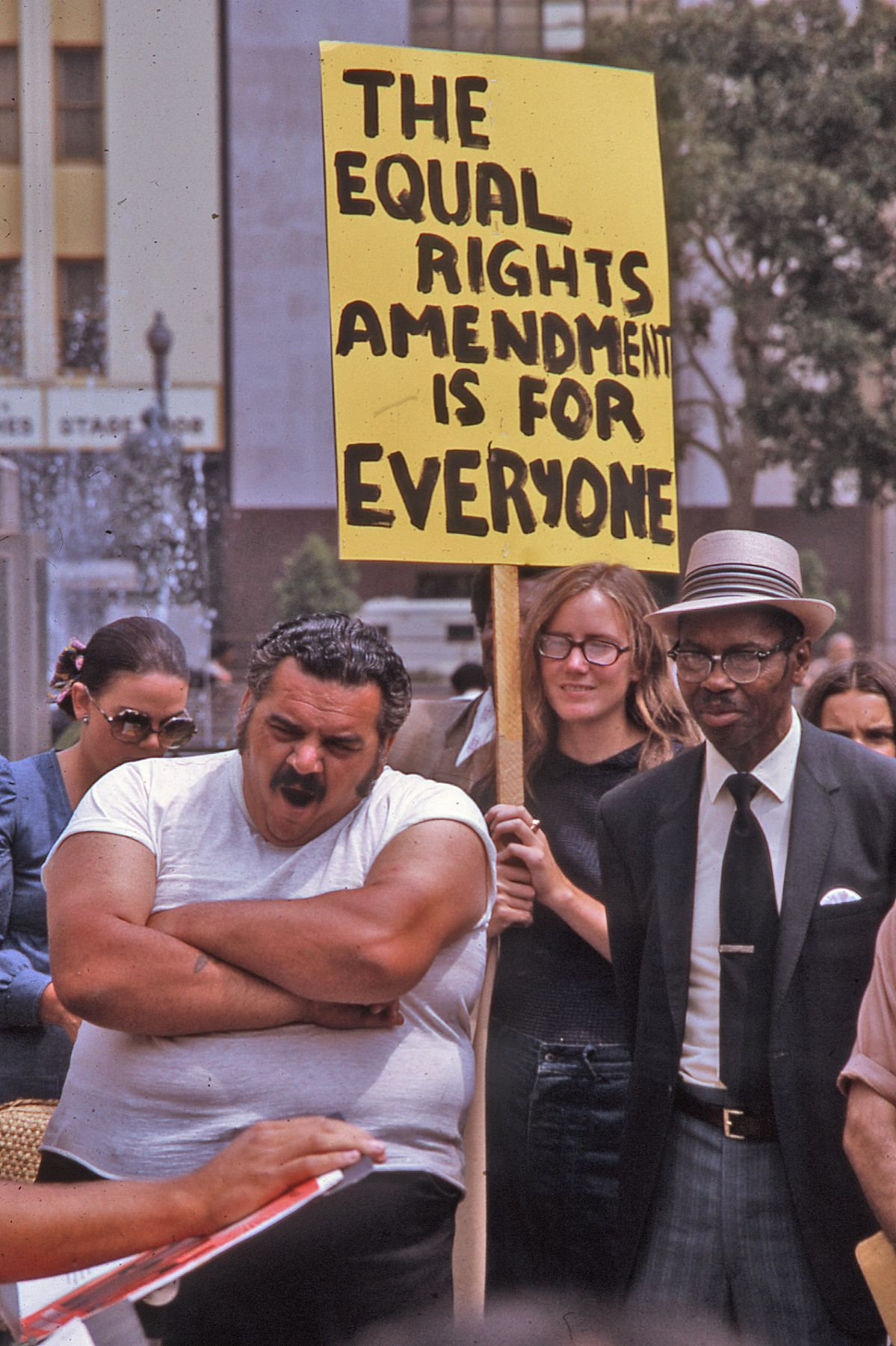

تعديل الحقوق المتساوية هو تعديل مقترح لدستور الولايات المتحدة يهدف إلى ضمان الحقوق القانونية المتساوية لجميع المواطنين الأمريكيين بصرف النظر عن الجنس. يسعى لإنهاء الفروق القانونية بين الرجل والمرأة في مسائل الطلاق والملكية والتوظيف وغير ذلك، وقد كتبت أليس بول وكريستال إيستمان النسخة الأولى من تعديل الحقوق المتساوية وعرضت في الكونغرس في ديسمبر 1923.
في التاريخ المبكر لتعديل المساواة في الحقوق، كانت النساء من الطبقة المتوسطة داعمين غالبًا، في حين كان أبناء الطبقة العاملة معارضين غالبًا، مشيرين إلى أن النساء العاملات بحاجة إلى حماية خاصة فيما يتعلق بظروف العمل وساعات العمل. مع صعود الحركة النسائية في الولايات المتحدة في الستينيات، اكتسب تعديل الحقوق المتساوية دعمًا متزايدًا، وبعد إعادة تقديمه من قبل النائب مارثا غريفيثس سنة 1971، وافق عليها مجلس النواب الأمريكي في 12 أكتوبر 1971 ومجلس الشيوخ الأمريكي في 22 مارس 1972، ومن ثم رفع القانون إلى الهيئات التشريعية في الولاية للتصديق عليه، على النحو المنصوص عليه في المادة الخامسة من دستور الولايات المتحدة.
كان الكونغرس قد حدد في الأصل موعدًا نهائيًا للتصديق في 22 مارس 1979، لكي تنظر الهيئات التشريعية في الولاية في قانون الطوارئ. حتى عام 1977، حصل التعديل على 35 تصديقًا من الـ 38 الضرورية. وبدعم واسع/كبير من الحزبين (متضمنًا دعم كلا الحزبين السياسيين الرئيسيين، في مجلسي الكونغرس والرؤساء نيكسون وفورد وكارتر)، بدا أن جمعية حقوق الإنسان متجهة إلى التصديق، حتى حشدت فيليس شلافلي النساء المحافظات في المعارضة. جادل هؤلاء النساء بأن قانون الحقوق المدنية سيُعيق ربات البيوت، ويؤدي إلى تجنيد النساء في الجيش ويفقد الحماية مثل النفقة، ويقضي على ميل الأمهات إلى حضانة أطفالهن في حالات الطلاق. على أساس أنها ستلغي حماية النساء في قانون العمل، مع أن المزيد والمزيد من النقابات والقادة النسويات العماليات اتجهن لدعمه.
صوتت خمس هيئات تشريعية للولايات (أيداهو وكنتاكي ونبراسكا وتينيسي وساوث داكوتا) لإلغاء تصديقات تعديل الحقوق المتساوية. أُلغيت الأربعة الأولى قبل الموعد النهائي للتصديق الأصلي في 22 مارس 1979، في حين فعّلت الهيئة التشريعية في داكوتا الجنوبية التصويت بشرط التصديق عليها اعتبارًا من الموعد النهائي الأصلي (يُعد الشرط بمثابة تدبير ضمن قانون أو لائحة أو قانون آخر ينص على توقف سريان القانون بعد تاريخ محدد، ما لم يُتخذ إجراء تشريعي آخر لتمديد القانون). ومع ذلك، يبقى السؤال القانوني دون حل حول هل تستطيع الدولة إلغاء تصديقها على تعديل دستوري اتحادي؟
سنة 1978، نجح الكونغرس (بأغلبية بسيطة في كل مجلس)، ووقع الرئيس كارتر قرارًا مشتركًا بقصد تمديد مهلة التصديق حتى 30 يونيو 1982. إذ لم تصدق أي هيئة تشريعية إضافية على قانون تعديل الحقوق المتساوية بين 22 مارس 1979 و30 يونيو 1982، أصبحت صلاحية هذا التمديد المتنازع عليه أكاديمية، ومنذ عام 1978، جرت محاولات في الكونغرس لتمديد الموعد النهائي أو إزالته.
سنة 2010، ويرجع ذلك جزئيًا إلى الموجة النسوية الرابعة وحركة أنا أيضًا (هي حركة ضد التحرش الجنسي والاعتداء الجنسي) تم إحياء الاهتمام باعتماد تعديل الحقوق المتساوية. سنة 2017، أصبحت نيفادا الولاية الأولى التي صدّقت على تعديل الحقوق المتساوية بعد انقضاء الموعدين النهائيين، وتبعتها إلينوي سنة 2018. في 15 يناير 2020، أقرت الجمعية العامة لولاية فرجينيا قرارًا للتصديق على قانون الطوارئ الأوروبي بتصويت 59–41 في مجلس النواب و28-12 صوتًا في مجلس الشيوخ، وصوتت مرة أخرى للقرارات في 27 يناير، 27-12 في مجلس الشيوخ و58-40 في مجلس النواب، ليصل عدد التصديقات إلى 38. ومع ذلك، أقر الخبراء والمدافعون عن عدم اليقين/مبدأ الريبة القانوني بشأن عواقب تصديق فرجينيا، بسبب انتهاء المواعيد النهائية وإلغاء الولايات الخمس.

## نص القرار
ينص القرار المعنون «اقتراح تعديل على دستور الولايات المتحدة فيما يتعلق بالمساواة في الحقوق بين الرجل والمرأة»، جزئيا:
«قرر مجلس الشيوخ ومجلس النواب للولايات المتحدة الأمريكية في الكونغرس (ثلثي كل مجلس متفق عليه في ذلك)، أن المادة التالية مقترحة تعديلًا لدستور الولايات المتحدة، تكون صالحة لجميع المقاصد والأغراض جزءًا من الدستور عند التصديق عليها من قبل الهيئات التشريعية لثلاثة أرباع الولايات المتعددة في غضون سبع سنوات من تاريخ تقديمها من قبل الكونغرس».
«المادة 1: لا يجوز للولايات المتحدة أو أي دولة إنكار المساواة في الحقوق بموجب القانون أو انتهاكها بسبب الجنس».
«المادة 2: يكون للكونغرس سلطة تنفيذ أحكام هذه المادة، بموجب التشريعات المناسبة».

«المادة 3: يسري هذا التعديل بعد عامين من تاريخ التصديق». 

## الخلفية
في 25 سبتمبر 1921، أعلن حزب المرأة الوطني عن خططه لحملة لتعديل الدستور الأمريكي لضمان المساواة في الحقوق مع الرجل. كان نص التعديل المقترح كما يلي:
المادة 1: لا توجد إعاقات أو عدم مساواة سياسية أو مدنية أو قانونية على أساس الجنس أو على حساب الزواج، ما لم تطبق على قدم المساواة/بالتساوي لكلا الجنسين، داخل الولايات المتحدة أو أي إقليم خاضع لولايتها القضائية.

المادة 2: يكون للكونغرس سلطة تطبيق هذه المادة بالتشريع المناسب.
تعتقد أليس بول، رئيسة حزب المرأة الوطني، أن التعديل التاسع عشر لن يكون كافيًا لضمان معاملة الرجال والنساء على قدم المساواة بغض النظر عن الجنس. سنة 1923، نقحت التعديل المقترح ليصبح كما يلي:
«يتمتع الرجال والنساء بحقوق متساوية في جميع أنحاء الولايات المتحدة وفي كل مكان يخضع لولايتها القضائية. يكون للكونغرس سلطة تطبيق هذه المادة بالتشريع المناسب».
أطلقت بول على هذه النسخة تعديل Lucretia Mott، بعد أن ألغت امرأة العقوبة من أجل حقوق المرأة وحضرت اتفاقية حقوق المرأة الأولى.
سنة 1943، قامت أليس بول بمراجعة التعديل لتعكس صياغة التعديل الخامس عشر والتاسع عشر. أصبح هذا النص القسم 1 من النسخة التي أقرها الكونغرس سنة 1972.
نتيجة لذلك، في أربعينيات القرن الماضي، اقترح المعارضون بديلًا ينص على أن «لا يتم إجراء أي تمييز على أساس الجنس، باستثناء ما يبرره بشكل معقول الاختلافات في البنية المادية أو الاختلافات البيولوجية أو الوظيفة الاجتماعية». لكنه قوبل بالرفض من الجميع.

### انقسام النسويات
منذ عشرينيات القرن العشرين، صاحب تعديل الحقوق المتساوية نقاش بين النسويات (مجموعة من الحركات الاجتماعية والحركات السياسية والأيديولوجيات تهدف إلى تحديد وتأسيس وتحقيق المساواة السياسية والاقتصادية والشخصية والاجتماعية بين الجنسين) حول معنى مساواة المرأة. أكدت أليس بول وحزبها الوطني للمرأة أنه يجب أن تكون المرأة على قدم المساواة مع الرجل في جميع النواحي، وإن كان ذلك يعني التضحية بالمزايا الممنوحة للمرأة من خلال تشريعات الحماية، مثل ساعات العمل القصيرة وعدم العمل الليلي أو رفع الأوزان الثقيلة. يعتقد معارضو التعديل، مثل لجنة الكونغرس النسائية المشتركة، أن خسارة هذه الفوائد للنساء لا تستحق المكاسب المفترضة. سنة 1924، استضاف المنتدى نقاشًا بين دوريس ستيفنز وأليس هاميلتون فيما يتعلق بمنظوري التعديل المقترح. عكس نقاشهم التوتر الأوسع في الحركة النسوية النامية في أوائل القرن العشرين بين نهجين نحو المساواة بين الجنسين. وشدد أحد النهجين على الإنسانية المشتركة للنساء والرجال، في حين شدد الآخر على التجارب الفريدة للنساء وكيف كانت مختلفة عن الرجال، سعيًا للاعتراف باحتياجات معينة.
وقادت معارضة تعديل الحقوق المتساوية ماري أندرسون ومكتب المرأة ابتداء من عام 1923. جادل هؤلاء النسويات بأن التشريعات متضمنةً الحد الأدنى للأجور، وأنظمة السلامة، والساعات اليومية والأسبوعية المقيدة، واستراحات الغداء، وأحكام الأمومة ستكون أكثر فائدة لأغلبية النساء اللائي أُجبرن على العمل بدافع الضرورة الاقتصادية، وليس لتحقيق الذات. واستند النقاش أيضًا إلى الصراعات بين الطبقة العاملة والنساء المحترفات. قالت أليس هاميلتون، في خطابها «حماية العاملات»، إن جمعية الحقوق المدنية ستجرد النساء العاملات من الحماية الصغيرة التي حققتها، ما يجعلهن عاجزات عن تحسين وضعهن في المستقبل، أو الحصول على الحماية اللازمة في الوقت الحاضر.
كان حزب المرأة الوطنية قد اختبر بالفعل نهجه في ولاية ويسكونسن، إذ فاز من طريق قانون ولاية ويسكونسن للحقوق المتساوية سنة 1921. ثم أخذ الحزب تعديل الحقوق المتساوية إلى الكونغرس، إذ قدمه السناتور الأمريكي تشارلز كيرتس، نائب رئيس الولايات المتحدة فيما بعد، للمرة الأولى في أكتوبر 1921. رغم من تقديم تعديل الحقوق المتساوية في كل جلسة للكونغرس بين عامي 1921 و1972، لم يصل إلى أعضاء مجلس الشيوخ أو مجلس النواب للتصويت. بل حُظر باستثناء عام 1946، عندما هُزم في مجلس الشيوخ بأغلبية 38 صوتًا مقابل 35، ولم يحصل على أغلبية الثلثين المطلوبة.